# 大观楼 (昆明)
大观楼是位于中华人民共和国云南省昆明市的一座楼阁，坐落于市区西南部，南邻滇池，围绕其建设有大观公园。1983年，核心景区大观楼被列为省级重点文物保护单位，2013年又被国务院公布为国家级重点文物保护单位。2006年，大观公园整体列入国家4A级旅游景区，是滇池风景名胜区的重要组成部分。

## 历史沿革
大观楼地处滇池北部草海湖畔，与太华山隔水相望，故古时该地又称近华浦。明朝初年，沐英于附近开辟花园“西园”，并在内部建起簇锦楼、君子亭、水云乡莲池等建筑景观，此后直至明末清初，近华浦依然未得到大规模开发。清康熙二十一年（1682年），湖北僧人乾印到此讲经并建起观音寺，周边地区逐渐形成游览区。康熙三十五年（1696年），云南巡抚王继文等地方官员开始在该地大兴土木，挖池筑堤，种花植柳，并先后建起大观楼、涌月亭、澄碧宫、华严阁、催耕馆等亭台楼阁。
道光八年（1828年），在云南按察使翟觐光的主持下，大观楼由原先的两层扩建至三层。咸丰五年（1855年），咸丰皇帝在与兵部侍郎何彤云谈及滇池时获知其登楼感受，便题写“拨浪千层”四字悬挂于楼上。两年后，大观楼毁于回民起义的战火，直至同治五年（1866年）才在云南提督马如龙的资助下重建，记载此次工程的《重建大观楼记》现立碑于公园催耕馆处。同时期被毁的观音寺、华严阁等建筑则未能顾及修理，自此消亡。此后，大观楼又因洪涝灾害倒塌，至光绪九年（1883年）重建并留存至今。
1919年，唐继尧正式将大观楼开辟为公园，并邀请清代书法家孙铸为公园大门撰写提额。1930年前后，时任云南省政府主席的龙云开始主持修缮近华浦，随后昆明市长庾恩锡又委托国学艺术大师赵鹤清在公园南侧仿杭州西湖景观扩建中西合璧的私家花园，该区域即为今大观公园南园。1998年，为迎接即将到来的世园会，公园向西开辟13.33公顷，建起大观公园西园。2022年1月，连通主园区与南园的石拱桥建成，至此，大观公园各区域可完全通过步行游览观光。

## 建筑结构
大观楼为三重檐攒尖顶式建筑，总占地面积400平方米，底层面积140平方米。建筑外围建有石灰岩基台：其中临水的南侧宽21.3米，进深4.75米，高1米，正中建有7级台阶通往堤岸；北面地坪依地势抬高，基台高度下降至0.15米，又因西侧台面有所缩进，宽度减少至18.6米，进深也缩小为2.4米；基台南北两侧近似平行，其间距约18.9米。大观楼底层南、北侧开有大门，东、西侧开有拱形小门。两座楼梯对称分布于东、西面墙边：其中一层和三层直接位于室内，二层则位于通过门窗与室内分隔的走廊。
大观楼主体建筑为三层全木框架穿斗结构，一层高5.45米，二层高4.25米，三层和屋顶合计高7.6米，主要支撑结构为4根间距5.2米、直径0.4米的通天柱和位于各层天花板处的平面方形梁架。此外，各层间还立有多根檐柱提升支撑性能。为加强建筑整体稳定性，通天柱和檐柱都向中心略微倾斜，四面外展的角梁则由柱子直接固定至下层的屋面角梁。
大观楼的屋面和出檐结构与中原地区建筑相比较为独特，因翼角部分形似关羽的大刀，故其角梁也被云南工匠称为“大刀把”，角梁末端被称为“刀把头”。大观楼的屋面和屋脊均采用金黄色琉璃筒瓦，宝顶和屋脊上的瑞兽也由相同材料制成。大观楼使用的门扇、窗扇风格统一，其中部雕刻镂空斜格梅花图案，两侧则以木质浮雕装饰。此外，建筑的柱头、梁枋等部分还绘有融合旋子彩画与苏式彩画风格的装饰，带有浓郁的云南地方特色。

## 公园景点
大观公园总面积47.8公顷，其中陆地面积23.1公顷，水域面积24.7公顷，为昆明市区内最大的公园。大观公园按照时代风格划分为三大景区，大观楼所在近华浦景区主要展现古典园林特色，南园延续民国时期中西交融的园林景观，西园则主要由现代园林构成。此外，公园还建有规模较小的东园。
近华浦景区围绕公园北区古建筑群建设，主要景点为大观楼及位于其南门的180字长联。进入该区域的游览干道上建有门楼，门额题写“近华浦”三字，两侧书写“曾经沧海难为水，欲上高楼且泊舟”的长联。区域内除大观楼外还有揽胜阁、挹爽楼、牧梦亭、涌月亭、催耕馆、观稼堂等古建筑，其中大多还带有对联。此外，由单一种类石块垒成的假山彩云崖也是该区域的重要景点，其上建有多条道路和隧道通往山顶，山体东侧还刻有赵鹤清的《彩云崖歌》。
南园旧称“庾园”或“庾家花园”，始建于1927年，由昆明市市长庾恩锡亲自主持设计，有“枕湖精舍”的雅称。园区围绕一栋两层红色小楼“晋侯楼”建设，整体呈现出中西合璧的建构艺术。晋侯楼两侧呈六面体结构，三面窗角镶嵌木框隔墙，窗户下方则为雕刻梅、兰、竹、菊图案的罗马柱。园内原建有庾氏祠堂和多座砖石结构配套建筑，但今已不存。南园现保存有清代画家赵鹤清题写过名句的石坊，并建设有多孔石桥、曲桥等游园景观，营造出类似江南园林的风韵。
大观公园每年都会根据季节变化举办众多展览，包括春天的海棠赏花季、夏日的荷花展、秋季的菊花展等。每逢中秋等传统节日，公园也会举办相关游园活动。

大观公园部分景观
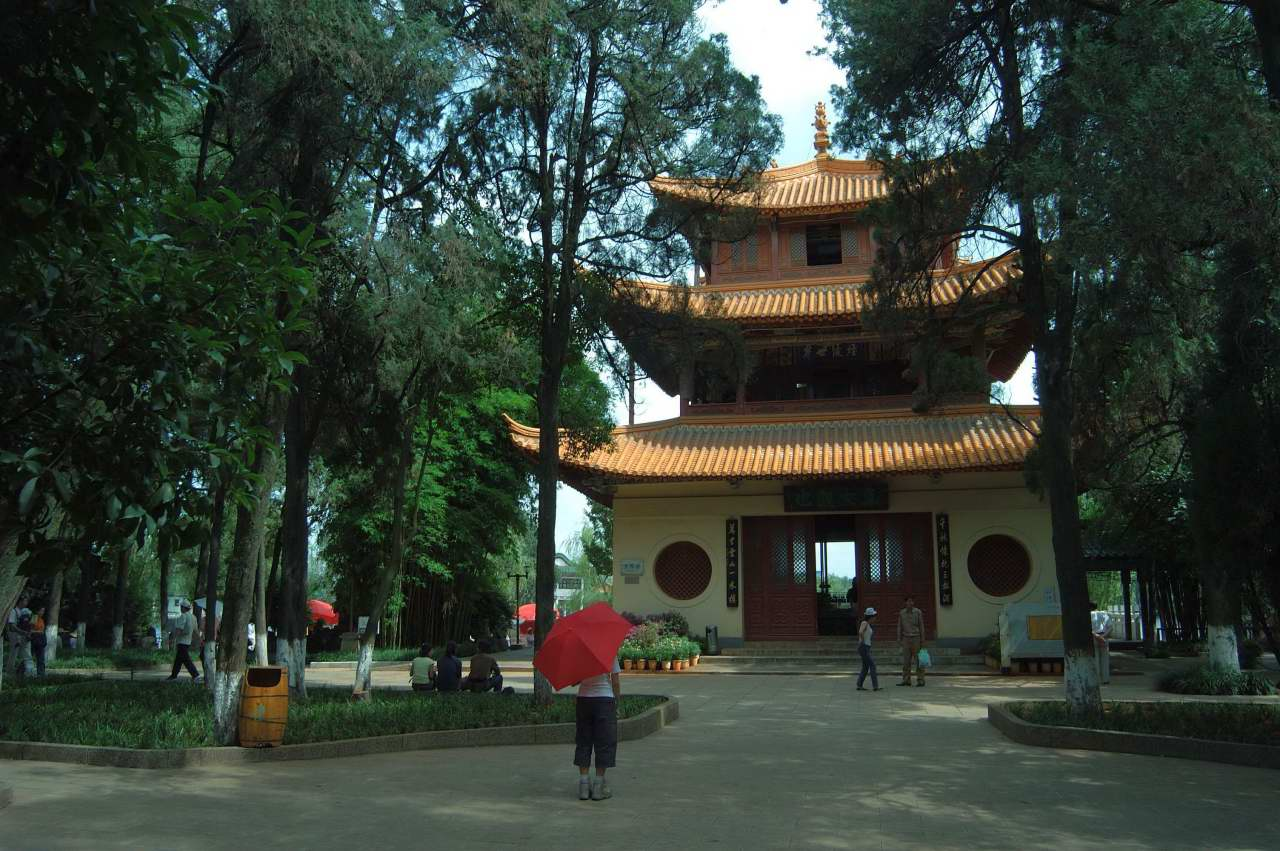
大观楼北侧
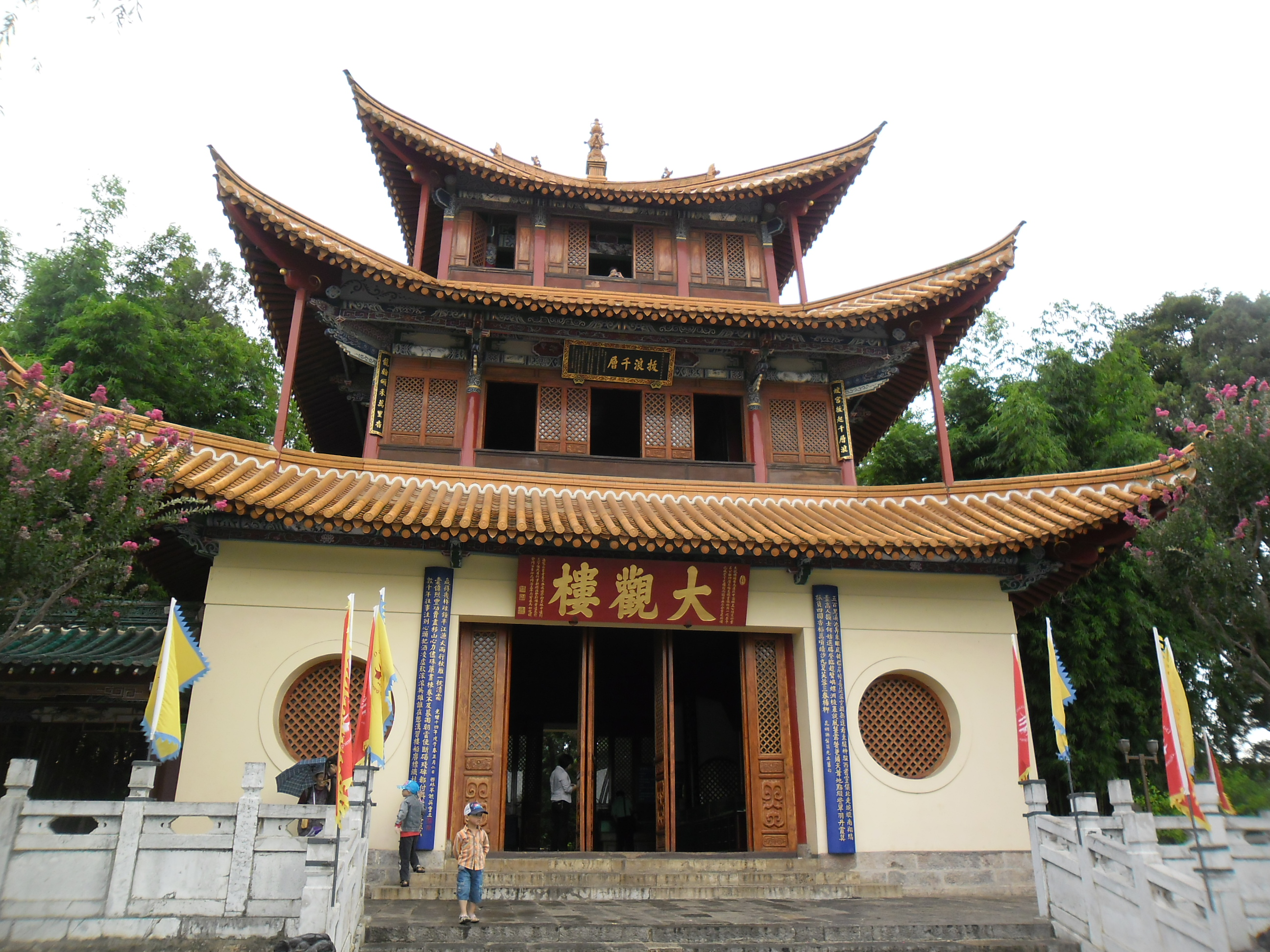
大观楼南侧
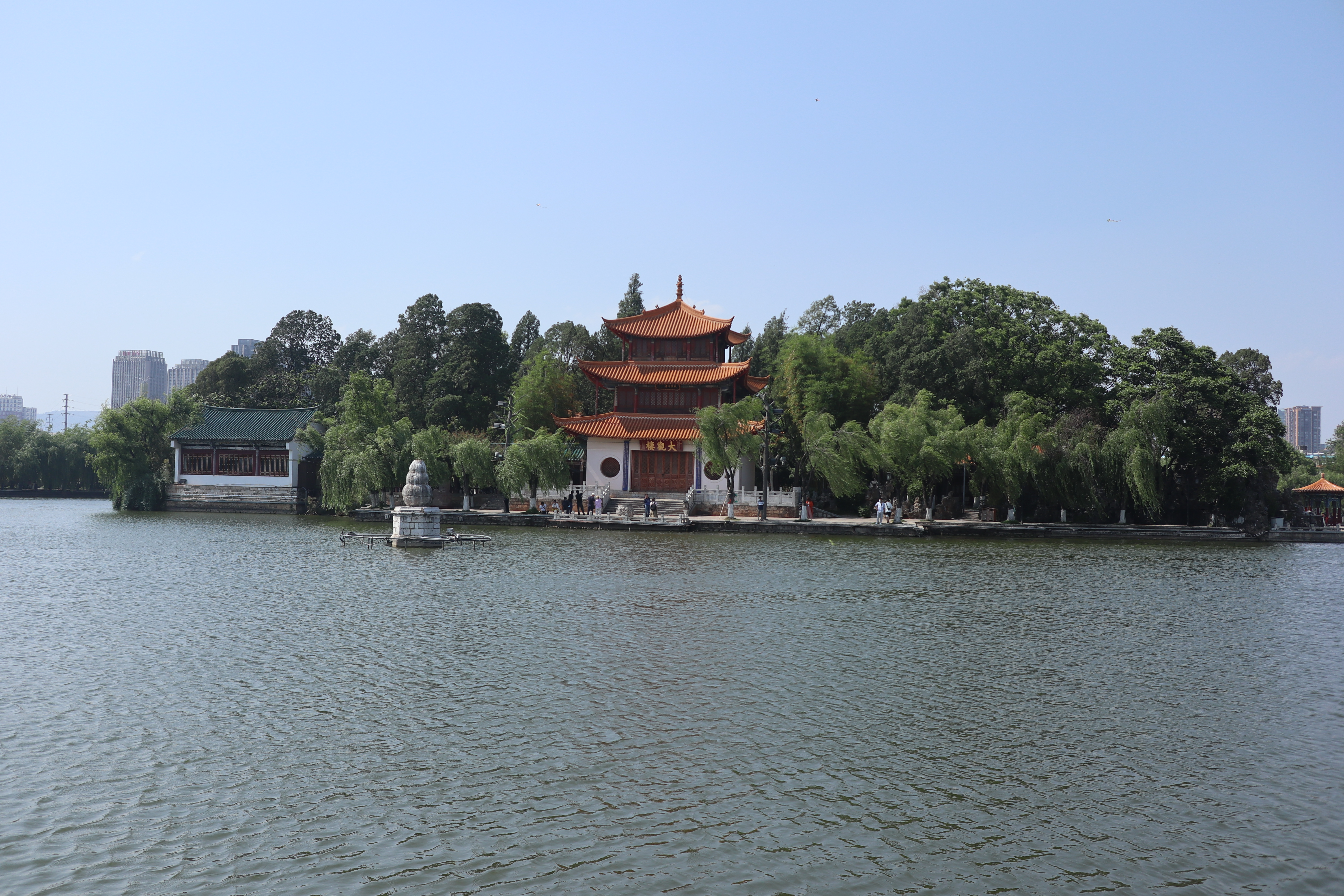
大观楼南门外三潭印月景观
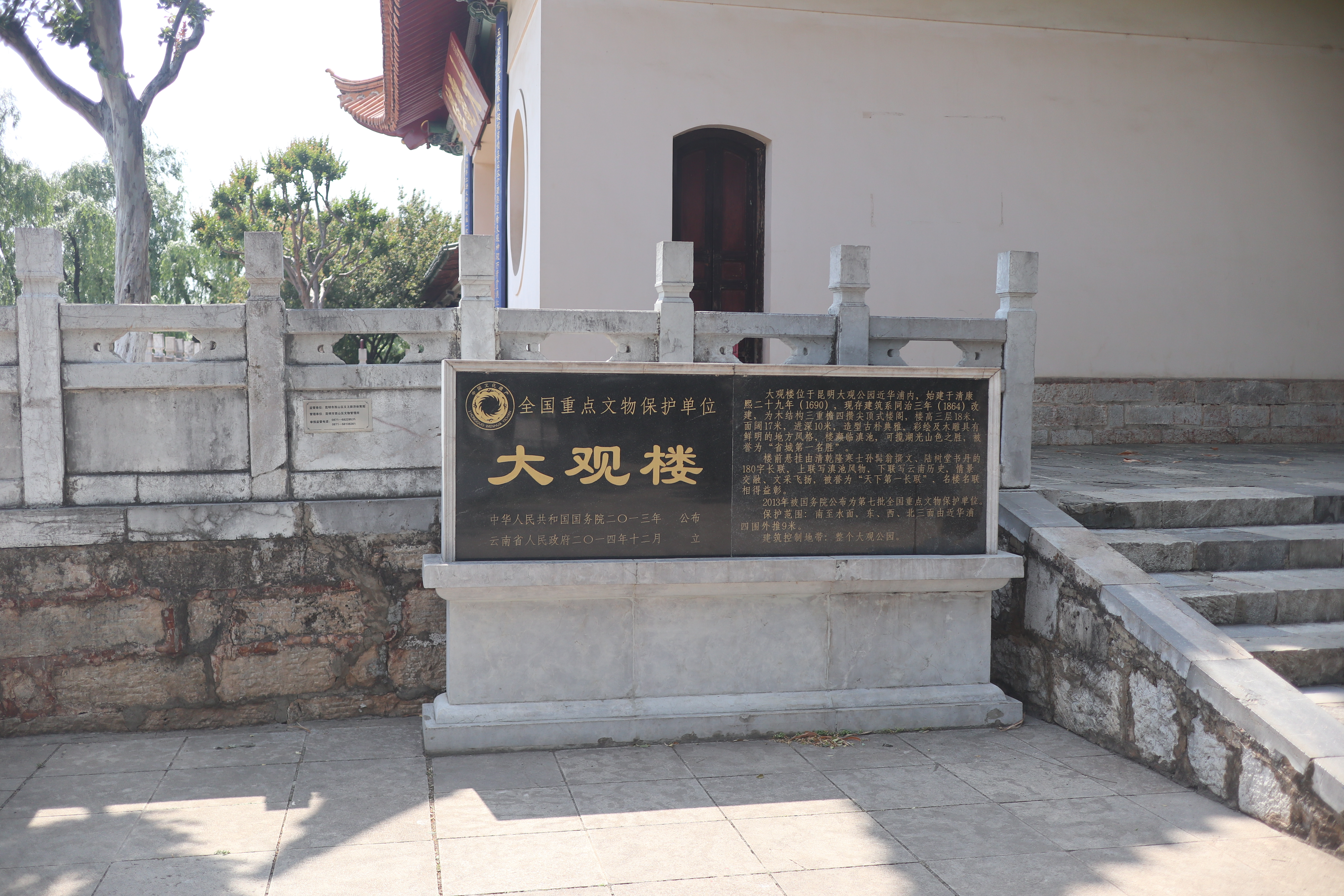
大观楼国保碑
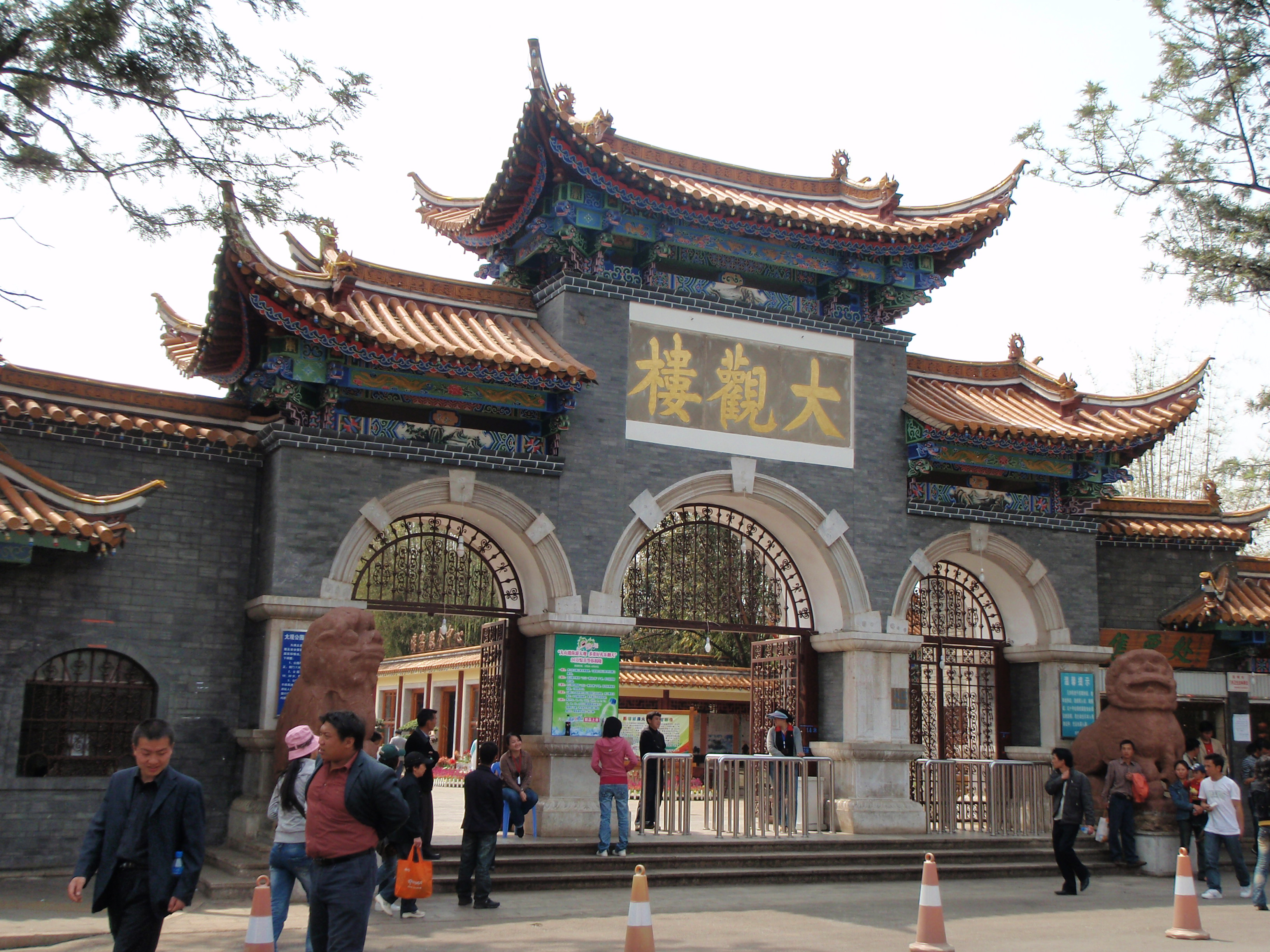
大观公园正门牌坊

## 大观楼长联
大观楼南门两侧现悬挂有一幅蓝底金字楹联，此即被称为“天下第一长联”的大观楼长联，作者为孙髯。孙髯，字髯翁，号颐庵，祖籍陕西三原，后随父落籍昆明，其生卒年有多种说法。乾隆年间，孙髯在登上大观楼后写下这一作品，并由昆明名士陆树堂用行书体书写刊刻记录。回民起义中，长联随大观楼一起毁于战火。光绪十四年（1888年），云贵总督岑毓英派文人赵藩使用楷书刻出新联挂于楼前，即为留存至今的“岑制长联”。
对联长达180字，对仗工整，全文如下：

上联：五百里滇池奔来眼底，披襟岸帻，喜茫茫空阔无边。看东骧神骏，西翥灵仪，北走蜿蜒，南翔缟素。高人韵士何妨选胜登临。趁蟹屿螺洲，梳裹就风鬟雾鬓；更蘋天苇地，点缀些翠羽丹霞，莫孤负：四围香稻，万顷晴沙，九夏芙蓉，三春杨柳。
下联：数千年往事注到心头，把酒凌虚，叹滚滚英雄谁在？想汉习楼船，唐标铁柱，宋挥玉斧，元跨革囊。伟烈丰功费尽移山心力。尽珠帘画栋，卷不及暮雨朝云；便断碣残碑，都付与苍烟落照。只赢得：几杵疏钟，半江渔火，两行秋雁，一枕清霜。

大观楼长联流传甚广，影响深远。清代文人吴仰贤在其诗作《论滇南诗人》中评价有：“铁板铜琵镗鞑声，鬓翁才气剧纵横。楼头一百八十字，黄鹤题留万古名”。毛泽东在读完该联后则评价道：“从古未有，别创一格”。著名翻译家许渊冲也对该作品进行了翻译，其英译本亦获得较高评价。